# 上川郡 (天鹽國)
上川郡（日语：／ Kamikawa gun */?）為日本北海道上川綜合振興局的郡，位於上川綜合振興局北部。在北海道共有三個上川郡，而其中兩個同時隸屬於上川綜合振興局，因此習慣上會加上1886年各上川郡成立時所屬的國名來分辨；此上川郡為天鹽國上川郡。

## 轄區
轄區包含3町：
- 和寒町
- 劍淵町
- 下川町

## 沿革

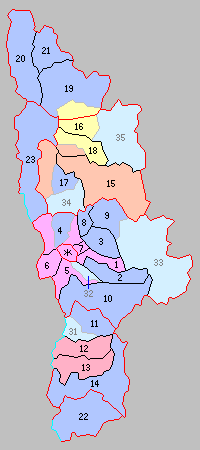
北海道一・二級町村制施行時天盐国上川郡下辖町村（15.士別村 16.上名寄村 17.剑渊村 18.多寄村（第1次） 橙：士別市 黄：名寄市 水色：分立現存町村 34.和寒村 35.下川村）

- 1886年8月15日：北海道設置11國86郡時，天鹽國上川郡成立，因為位於天鹽川的上游區域，因此命名為上川郡。
- 1897年11月：北海道實施支廳制，天鹽國上川郡隸屬增毛支廳之管轄，此時上川郡下轄劍淵村、士別村、多寄村、上名寄村。[1]（4村）
- 1899年：天鹽國上川郡改隸屬上川支廳管轄。
- 1906年4月1日：士別村、劍淵村成為北海道二級村。
- 1909年4月1日：多寄村、上名寄村成為北海道二級村。
- 1915年4月1日：（5村）
  - 士別村、上名寄村成為北海道一級村。
  - 和寒村從劍淵村中分割獨立成北海道二級村。
- 1915年11月1日：（2町4村）
  - 上士別村從士別村中分割獨立為北海道二級村。
  - 士別村改制為士別町。
  - 上名寄村改制為並改名為名寄町。
- 1923年4月1日：上士別村成為北海道一級村。
- 1924年1月1日：下川村從名寄町中分割獨立設置。（2町5村）
- 1924年4月1日：多寄村改為北海道一級村。
- 1927年10月1日：溫根別村從劍淵村中分割獨立為北海道二級村。（2町6村）
- 1938年2月6日：多寄村改名為風連村。
- 1938年4月1日：新的風連村與多寄村分割獨立設置。（2町7村）
- 1943年6月1日：北海道一級二級町村制廢止，劍淵村、和寒村、下川村、溫根別村改為內務省指定村。
- 1946年10月5日：指定町村制廢止。
- 1949年8月20日：朝日村從上士別村中分割獨立設置。（2町8村）
- 1949年12月1日：下川村改制為下川町。（3町7村）
- 1952年1月1日：和寒村改制為和寒町。（4町6村）
- 1953年8月1日：風連村改制為風連町。（5町5村）
- 1954年7月1日：士別町、上士別村、多寄村、溫根別村合併為士別市，並脫離上川支廳之管轄。（4町2村）
- 1954年8月1日：中川郡知惠文村被併入名寄町。
- 1956年4月1日：名寄町改制為名寄市，並脫離上川支廳之管轄。（3町2村）
- 1962年1月1日：（5町）
  - 劍淵村改制為劍淵町。
  - 朝日村改制為朝日町。
- 2005年9月1日：朝日町與士別市合併為新設立的士別市，並脫離上川支廳之管轄。（4町）
- 2006年3月27日：風連町與名寄市合併為新設立的名寄市，並脫離上川支廳之管轄。（3町）